# Harry Betts
Harry Betts (New York, 15 settembre 1922 – 13 luglio 2012) è stato un compositore e trombonista statunitense.

## Biografia
Nato a New York, è cresciuto a Fresno (California). Attivo come trombettista jazz, ha lavorato con Stan Kenton, Sam Cooke, Nat King Cole, June Christy, Shorty Rogers, Jack Jones e Ella Fitzgerald.
Ha scritto le colonne sonore di importanti film come Il ciarlatano (1967), A Time for Dying (1969) e La gang dei bassotti (1973). Le sue musiche del film Donne in catene (1972) sono state utilizzate anche nel film Kill Bill di Quentin Tarantino (2004).

## Filmografia parziale

### Cinema
- Il ciarlatano (The Big Mouth), regia di Jerry Lewis (1967)
- A Time for Dying, regia di Budd Boetticher (1969)
- Donne in catene (Black Mama, White Mama), regia di Eddie Romero (1972)
- La gang dei bassotti (Little Cigars), regia di Chris Christenberry (1973)

### Televisione
- Fantasilandia (Fantasy Island) - serie TV, 1 episodio (1978)
- California Fever - serie TV, 6 episodi (1979)
- 240-Robert - serie TV, 2 episodi (1979)
- Ai confini della realtà (The Twilight Zone) - serie TV, 1 episodio (1985)